# Horsetail Fall

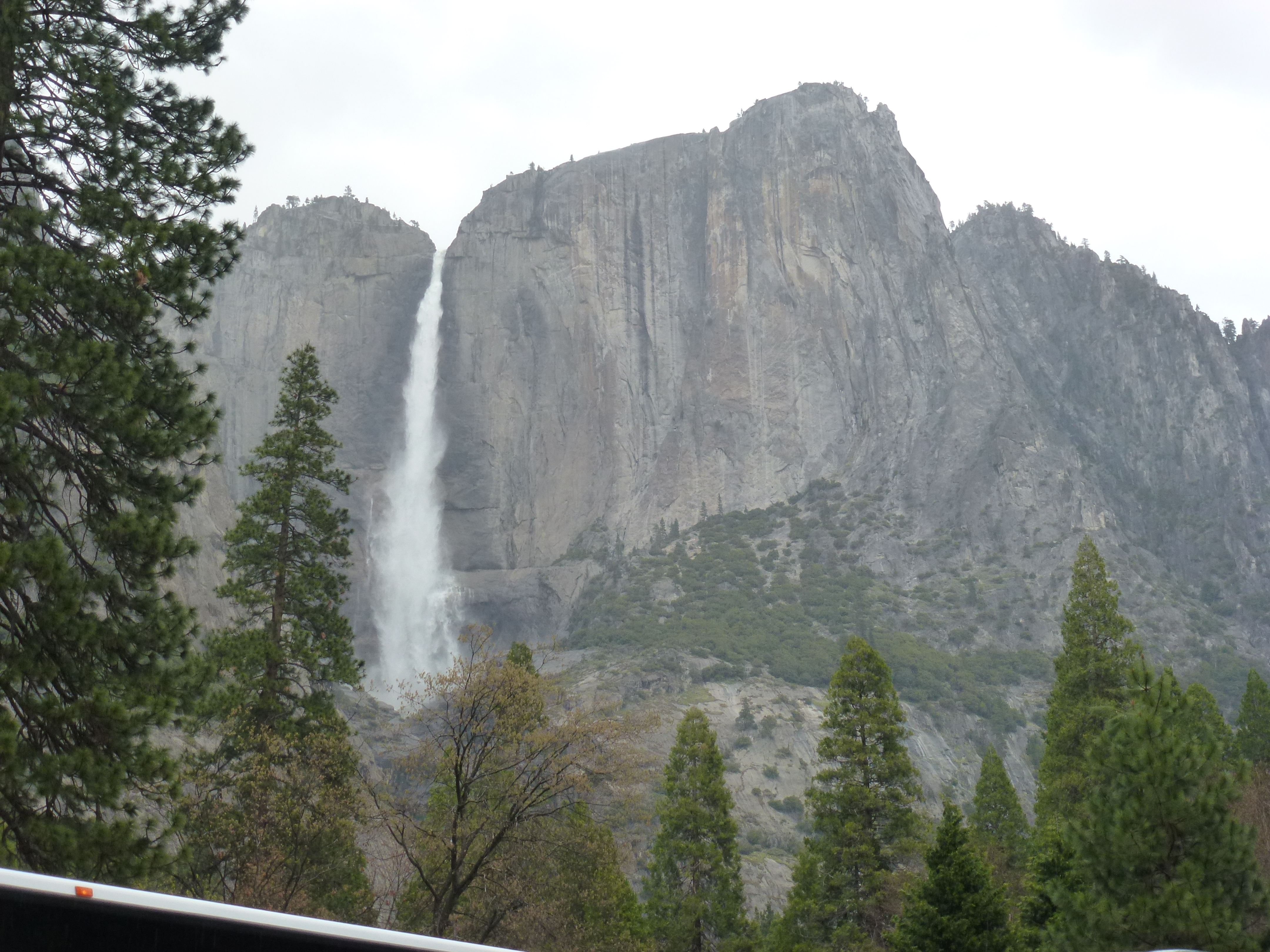
Horsetail Fall

De Horsetail Fall (Engels voor 'paardenstaartwaterval') is een seizoensgebonden waterval in het Yosemite National Park in de Amerikaanse staat Californië. In de lente en zomer stort de waterval ten oosten van El Capitan naar beneden in de Yosemite Valley. Het is een onopvallende waterval met een klein debiet. Ze valt in twee keer naar beneden, met een totale hoogte van 650 meter.
Wanneer de waterval in februari al stroomt en de weercondities goed zijn, valt de ondergaande zon op de waterval, waardoor ze gloeiend oranje of rood kleurt. Dat wordt weleens de "Firefall" genoemd, een verwijzing naar een historisch ritueel in Yosemite waarbij gloeiende kolen van de kliffen gegooid werden, eveneens met een roodgloeiende 'waterval' tot gevolg. Het fenomeen trekt grote groepen fotografen en andere geïnteresseerden aan.
Bezienswaardigheden: Bridalveil Fall · Cathedral Lakes · Cathedral Peak · Chilnualna Falls · Clouds Rest · El Capitan · Emerald Pool · Glacier Point · Grand Canyon of the Tuolumne · Grizzly Giant · Half Dome · Hetch Hetchy · Horsetail Fall · John Muir Trail · Mariposa Grove · Merced Grove · Merced River · Mount Conness · Mount Dana · Mount Lyell · Mount Starr King · Nevadawaterval · Ostrander Lake · Pacific Crest Trail · Sentinel Dome · Sentinel Rock · Tenaya Canyon · Tenaya Lake · Tunnel View · Tuolumne Grove · Tuolumne Meadows · Tuolumne River · Vernalwaterval · Wawona Tunnel Tree · Yosemite Valley · Yosemitewaterval

Bebouwing: Ahwahnee Hotel · Badger Pass Ski Area · Camp 4 · Curry Village · Glacier Point Hotel · Housekeeping Camp · LeConte Memorial Lodge · Pioneer Yosemite History Center · Rangers' Club · Parsons Memorial Lodge · Wawona · Wawona Hotel · Yosemite Valley Chapel · Yosemite Valley Lodge · Yosemite Village

Vervoer: SR 41 · SR 120 · SR 140 · Wawona Tunnel · Yosemite Area Regional Transportation System

Personen: Ahwahnechee · Chief Tenaya · Frederick Law Olmsted · Galen Clark · John Conness · John Muir · Sierra Miwok · Stephen Mather · Robert Underwood Johnson